# Campoplex malaisei
Campoplex malaisei là một loài tò vò trong họ Ichneumonidae.